# أفيرسا
أفيرسا (بالإيطالية: Aversa)، مدينة جنوب إيطاليا في مقاطعة كازيرتا ضمن إقليم كامبانيا، وتبعد عن مدينة نابولي 15 كم شمالا، تعتبر مركز زراعي، وتشتهر بالأجبان والنبيذ، كما بها كليات الهندسة لجامعة نابولي الثانية، عدد سكانها 53.051 نسمة.

## السكان
في سنة 1861 بلغ عدد السكان 18٬549 نسمة، وتطور العدد ليصل في سنة 2011 لـ 52٬830 نسمة.
يظهر هذا المخطط البياني تطور النمو السكاني لـ أفيرسا

## توأمة
لأفيرسا اتفاقيات توأمة مع كل من:
- براتولا سيرا
- ألايف

## أعلام
- دومينيكو تشيماروزا
- ماريا سورفيلو
- رافاييل بيانكو
- أندرو دوق كالابريا
- أنطون دوستلير